# Waheguru
Waheguru (en penjabi: ਵਾਹਿਗੁਰੂ, Wāhegurū, aussi transcrit Vahiguru) est le terme utilisé souvent dans le Sikhisme pour dénommer Dieu, l'Être suprême, le créateur de tout.
Onkar, Satguru (« vrai maître »), Satnaam (« vrai nom ») sont d'autres noms que les Sikhs donnent à Dieu.
Waheguru est le nom populaire avec lequel les sikhs se réfèrent à Dieu, au Seigneur merveilleux. Il signifie littéralement: « Louange au Guru! ». Le mot n'apparait pas dans les écrits de Guru Nanak au sein du Guru Granth Sahib, mais il se trouve dans les janam sakkhis utilisés dans la méditation dénommée Simran. Certains disent que ce nom est dérivé de la première lettre des divinités hindoues qui étaient adorées dans les différents yogas ou les âges cosmiques: Vasdev, Hari, Krishna, Ram et Gobind, avec un léger remaniement, mais il est inutile de chercher une telle étymologie complexe; « Vah Guru » traduction de « Prière au Guru » est l'énoncé naturel spontané.
Dans l'Adi Granth, aux pages 1402 et 1404, dans les mots des bardes (les bhatts) de la cour de Guru Arjan, il est retrouvé : « Notre louable Wahigru, Wahiguru, Wahiguru, vous êtes éternellement juste et vrai, la demeure de l'excellence, la Personne Primordiale » (Adi Granth, page 1402).

## Source
- Waheguru dans wikipédia en anglais
- W. Owen Cole et Piara Singh Sambhi, A Popular dictionnary of Sikhism, édition Curzon, 1990, page 160  (ISBN 0700710485)